# أدريانوبوليس
أدريانوبوليس (بالبرتغالية: Adrianópolis‏) بلدية في ولاية بارانا في المنطقة الجنوبية من البرازيل.